# Phumosia aenescens
Phumosia aenescens är en tvåvingeart som först beskrevs av Surcouf 1920.  Phumosia aenescens ingår i släktet Phumosia och familjen spyflugor.
Artens utbredningsområde är Madagaskar. Inga underarter finns listade i Catalogue of Life.